# Milk Morizono
Milk Morizono (森園みるく, Morizono Miruku) — de son vrai nom Hiroko Mizoguchi (溝口比呂子, Mizoguchi Hiroko) — est une mangaka japonaise née le 25 décembre 1957 à Tokuyama (maintenant Shūnan) dans la préfecture de Yamaguchi au Japon.

## Biographie
Elle est née le 25 décembre 1957  à Tokuyama (devenu Shūnan en avril 2003) dans la préfecture de Yamaguchi au Japon. Elle est diplômée[Quand ?] en design et travaillera moins d'un an en tant qu'Office Lady avant de se marier en 1977.
Elle divorce en 1981. Elle débute alors sa carrière de mangaka à 24 ans avec Crazy Love Hisshouhou publié dans Shōjo Comic ; elle publie alors principalement des shōjo et des seinen.
En 1987 elle passe au nouveau genre "Ladies comics", plus proche du josei, portant sur des relations romantiques avec du sexe et des mélodrames. Elle publie alors dans le magazine Feel Young.
Elle fait aussi[Quand ?] de la photo, joue dans un groupe de musique, publie dans la presse beauté et passe dans des émissions de TV.
Rachel Matt Thorn (en) anthropologue et professeure à la faculté de Manga de l'Université Kyoto Seika décrit Milk Morizono comme une créatrice populaire et respectée de manga érotique pour femme.

## Œuvres
- 1981 : Crazy Love Hisshouhou (?) pré-publié dans Shōjo Comic.
- 1983 : Katte ni Senka (勝手に専科?), pré-publié dans Betsucomi ; 3 volumes chez Shogakukan[BU 1].
- 1984 :
  - Kon'ya mo Sexual (今夜もセクシャル?), 1 volume publié chez Shogakukan[BU 2].
  - Nanika ii Koto shinai? Koneko-chan (なにかいいことしない？仔猫ちゃん?), pré-publié dans Flower Comics ; 2 volumes publiés[7].
- 1988 : Abunai Koibitotachi (あぶない恋人たち?), 1 volume publié chez Tairiku Shobo[BU 3].
- 1989 :
  - Desire (デザイアー?), pré-publié dans Feel Young ; 1 volume publié chez Shodensha[BU 4].
  - Feel So Bad (?), 1 volume publié chez Futabasha[BU 5].
  - Milky Pink (ミルキィピンク?), 1 volume publié chez Tairiku Shobo[BU 6].
  - All Night Long (オ－ルナイトロング?), 1 volume publié chez Tairiku Shobo[BU 7].
  - Cocktail Stories (カクテル・ストーリーズ?), pré-publié dans Feel Young ; 1 volume publié chez Shodensha[BU 8].
  - Milky Pop (ミルキィポップ?), 1 volume publié chez Tairiku Shobo[BU 9].
  - Milky Panic (ミルキィパニック?), 1 volume publié chez Tairiku Shobo[BU 10].
  - Milky Party (ミルキィパ－ティ－?), 1 volume publié chez Tairiku Shobo[BU 11].
  - Milky Passion (ミルキーパッショーン?), 6 volumes publiés[7],[8].
  - Dakaretai Onna (抱かれたい女?), 1 volume publié chez Akita Shoten[BU 12].
- 1990 :
  - Déjà-vu (?), pré-publié dans Feel Young ; 1 volume publié chez Shodensha[BU 13].
  - New York Stories (?), pré-publié dans Feel Young ; 1 volume publié chez Shodensha[BU 14].
  - Venus Party (ヴィーナス・パーティー?), pré-publié dans Feel Young ; 2 volumes publiés chez Shodensha[BU 15].
  - Hong Kong Yuugi (香港遊戯?), pré-publié dans Feel Young ; 1 volume publié chez Shodensha[BU 16].
- 1991 :
  - Sabu & June (さぶとJUNE?), 1 volume publié chez Futabasha[BU 17].
  - Crystal Rose (クリスタル・ローズ?), 1 volume publié chez Shodensha[BU 18].
  - Kagami no Tasogare (神々の黄昏?), pré-publié dans Feel Young ; 1 volume publié chez Shodensha[BU 19].
  - Lust (?), pré-publié dans Feel Young ; 1 volume publié chez Shodensha[BU 20].
- 1992 :
  - Hana Kagami (華鏡?), pré-publié dans Feel Young ; 1 volume publié chez Shodensha[BU 21].
  - High Life (ハイ・ライフ?), pré-publié dans Feel Young ; 1 volume publié chez Shodensha[BU 22].
  - Himiko (ヒミコ?), pré-publié dans Feel Young ; 1 volume publié chez Shodensha[BU 23].
  - KIALA (キアラ, Kiara?), pré-publié dans Feel Young ; 1 volume publié chez Shodensha[BU 24].
- 1993 :
  - Bondage Fantasy (ボンデージ・ファンタジー?), pré-publié dans Feel Young ; 1 volume publié chez Shodensha[BU 25].
  - Koufuku o Uru Otoko (ボンデージ・ファンタジー?), pré-publié dans Feel Young ; 1 volume publié chez Shodensha[BU 26].
  - Daisy Blues (デイジー・ブルース?), pré-publié dans Feel Young ; 1 volume publié chez Shodensha[BU 27].
  - Partner (?), 1 volume publié chez Shodensha[BU 28].
- 1994 :
  - Soshite Tsutaete, Hibi no Owari ni (そして伝えて、日々の終わりに?), pré-publié dans Feel Young ; 2 volumes publiés chez Shodensha[BU 29].
  - Atlas no Kaze (アトラスの風?), pré-publié dans Feel Young ; publié chez Shodensha[BU 30].
  - Junkyousha (殉教者?), pré-publié dans Feel Young ; 1 volume publié chez Shodensha[BU 31].
  - Let's Go to Bed (?), 1 volume publié chez Shodensha[BU 32].
  - Midsummer Night (ミッドサマ－・ナイト?), 1 volume publié chez Shodensha[BU 33].
  - Seaside Lovers (シーサイド・ラバーズ?), 1 volume publié chez Shodensha[BU 34].
  - Seaside Lovers (シーサイド・ラバーズ?), pré-publié dans Feel Comics ; 1 volume publié[7].
- 1995
  - Lion no Nakaniwa (ライオンの中庭?), pré-publié dans Jour Suteki na Shufu-tachi ; 1 volume publié chez Futabasha[BU 35]
  - Vegetable Love (ベジタブル・ラブ?), pré-publié dans Feel Young ; 1 volume publié chez Shodensha[BU 36].
  - Lonely Hearts Club (ロンリ－・ハ－ツ・クラブ?), pré-publié dans Feel Young ; 1 volume publié chez Shodensha[BU 37].
  - Velvet (ヴェルヴェット?), pré-publié dans Feel Young ; 1 volume publié chez Shodensha[BU 38].
  - Anata no Kiss ga Ichiban Ii (あなたのKISSが一番いい?), pré-publié dans Feel Young ; 1 volume publié chez Shodensha[BU 38].
  - Violetta (ヴィオレッタ?), 1 volume publié chez Shodensha[BU 39].
  - Ecstasy (エクスタシー?), pré-publié dans Feel Comics ; 1 volume publié[7].
  - Sweet Heart (スイート・ハート?), pré-publié dans Feel Comics ; 1 volume publié[7].
- 1996 :
  - Pressure Game (プレッシャーゲーム?), 1 volume publié chez Scholar[BU 40].
  - Body Shooting (?), 2 volumes publiés chez Scholar[BU 41].
  - An Angel's Temptation (天使の誘惑, Tenshi no Yuuwaku?), 1 volume publié chez Scholar[BU 42].
  - Monroe Densetsu (モンロー伝説?), pré-publié dans Feel Comics ; 2 volumes publiés[7].
- 1997 : Drag (DRAG ドラァグ?), pré-publié dans Feel Young ; 1 volume publié chez Shodensha[BU 43].
- 1998 :
  - Platinum Finger (プラチナ・フィンガー?), pré-publié dans Feel Young ; 1 volume publié chez Shodensha[BU 44].
  - Saturn Return (悪魔の帰還―サターン・リターン, Akuma no Kikan?), publié chez Ohta Shuppan[BU 45].
- 1999 : Melencolia (メランコリア?), 1 volume publié chez SoftBank Creative[BU 46].
- 2001 : Cleopatra Koori no Bishou (まんがグリム童話 クレオパトラ氷の女豹?), 3 volumes publiés chez Bunkasha[BU 47].
- 2002 : Atrocious Fairy Tales for Adults (シンデレラ 世界一美しい残酷童話, Cinderella Sekaiichi Utsukushii Zankoku Douwa?), 2 volumes publiés chez Futabasha[BU 48].
- 2006 : Ayashii Uzu (妖しい渦?), pré-publié dans Manga Action ; 1 volume publié chez Futabasha[BU 49].
- 2007 : Thérèse (欲望の聖女 令嬢テレジア, Yokubou no Seijo Reijou Terejia?), pré-publié dans Josei Seven ; 12 volumes publiés chez Shogakukan[BU 50].
- 2008 : Avalon Babies (アヴァロン・ベイビーズ?), pré-publié dans Hontou ni Kowai Douwa ; 1 volume publié chez Bunkasha[BU 51].
- 2016 : Chimamire no Goo Punch - Bouryoku wo Yamerarenai Onna (血まみれのグーパンチ〜暴力をやめられない女〜?), 1 volume publié chez Shogakukan[BU 52].
- 2017 :
  - Shin gokutsuma kaachan dotabata nikki ♪ (新・極妻母ちゃんドタバタ日記♪?), 3 volumes[BU 53].
  - Manga Grimm Douwa - Satsujin Baishunpu (まんがグリム童話 殺人売春婦?), 1 volume[BU 54].
  - Manga Grimm Douwa - Dorei Bokujou (まんがグリム童話 奴隷牧場?), 1 volume[BU 55].
- ? :
  - Slave to love (?), pré-publié dans Feel Comics ; 1 volume publié[7].
  - Top secret (?), pré-publié dans Feel Comics ; 1 volume publié[7].
  - Pink connection (ＰＩＮＫコネクション?), pré-publié dans Feel Comics ; 1 volume publié[7].
  - Behive (?), pré-publié dans Big Comic ; 1 volume publié[7].
  - Wild Flowers (?), pré-publié dans Feel Comics ; 2 volumes publiés[7].

### Travaux collectifs
- 2014 : Carib Song (カリブsong 狩撫麻礼作品集?), 1 volume publié chez Futabasha [BU 56]

## Distinctions
- 1981 : Prix Shōgakukan du nouvel artiste[9]

## Sources